# North Leicestershire Football League
North Leicestershire Football League är en engelsk fotbollsliga baserad i Leicestershire, grundad 1931. Den var tidigare känd som Loughborough & District Amateur Football Alliance. Ligan har fyra divisioner och toppdivisionen Premier Division ligger på nivå 13 i det engelska ligasystemet.
Ligan är en matarliga till Leicestershire Senior League.

## Mästare
| Säsong  | Premier Division  | Division One               | Division Two               | Division Three                    | Division Four                 |
| ------- | ----------------- | -------------------------- | -------------------------- | --------------------------------- | ----------------------------- |
| 2010/11 | Sileby Saints     | East Leake Athletic        | Greenhill Youth Centre     | Coalville Labour Club             | Shepshed Amateurs Reserves    |
| 2009/10 | Caterpillar       | Birstall Old Boys          | Bagworth Colliery          | Greenhill Youth Centre            | Markfield 'A'                 |
| 2008/09 | Melton Mowbray BS | Falcons FC                 | Birstall Old Boys          | Ingles Reserves                   | Whitwick Wanderers Reserves   |
| 2007/08 | FC Dynamo         | Caterpillar                | Whitwick Wanderers         | The Railway EWM                   | ATI Garryson Reserves         |
| 2006/07 | Sileby Saints     | Radmoor                    | Newbold Jubilee            | Kegworth Imperial                 | Ingles Reserves               |
| 2005/06 | Hathern FC        | Genesis                    | Radmoor                    | Lithuanian-Scandinavian           | 3M Loughborough               |
| 2004/05 | Hathern FC        | Sileby Saints              | Loughborough Dynamo 'A'    | The Railway                       | Lithuanian-Scandinavian       |
| 2003/04 | Hathern FC        | Dynamo Roshal              | Sileby Saints              | Sutton Bonington                  | Anstey Town 'A'               |
| 2002/03 | Ashby Ivanhoe FC  | New Inn Woodville          | East Leake Villa           | Newbold Jubilee                   | Sileby United WMC Reserves    |
| 2001/02 | Hathern FC        | Azzurri                    | Astrazeneca R&D Charnwood  | East Leake Villa                  | Peacock United                |
| 2000/01 | Sileby United WMC | Kegworth Town              | Ravenstone FC              | FC Ricks                          | East Leake Villa              |
| 1999/00 | Hathern FC        | Shelthorpe Kings Church    | Peggs Green                | Azzurri                           | FC Ricks                      |
| 1998/99 | Ashby Ivanhoe     | Measham Imperial           | Shelthorpe Kings Church    | Dynamo Roshal                     | Azzurri                       |
| 1997/98 | Hillside Rangers  | Ashby Ivanhoe Reserves     | Measham Imperial           | Groby                             | Crown & Cushion               |
| 1996/97 | Ashby Ivanhoe     | Ashby Ivanhoe Reserves     | Markfield Red Lion         | Shelthorpe Kings Church           | Peggs Green Reserves          |
| 1995/96 | Ingles            | Woodhouse Imperial         | Ashby Ivanhoe Reserves     | Measham Imperial Reserves         | Hathern Three Crowns Reserves |
| 1994/95 | Ashby Ivanhoe FC  | Hathern Three Crowns       | Loughborough Town Reserves | East Leake Albion                 | Shepshed Amateurs Reserves    |
| 1993/94 | Hillside Rangers  | West End United            | Charnwood Sportsmen        | Loughborough Town Reserves        | Rockhouse Rovers              |
| 1992/93 | Ingles            | Three Horse Shoes          | Loughborough Dynamo 'A'    | Coalville Old Edwardians Reserves | Groby                         |
| 1991/92 | Hillside Rangers  | Loughborough Town          | Shepshed Amateurs          | Blackbird Reserves                | Loughborough Town Reserves    |
| 1990/91 | Wheatsheaf        | Grace Dieu United Reserves | Schlegel UK                | Loughborough Dynamo 'A'           | Schlegel UK Reserves          |
| 1989/90 | Coalville Town FC | Wheatsheaf                 | Grace Dieu United Reserves | Ellistown Colliery Reserves       | Soar Valley Swifts            |

### Webbkällor
Den här artikeln är helt eller delvis baserad på material från engelskspråkiga Wikipedia, North Leicestershire Football League, 12 mars 2015.